# Петрівсько-Роменська сільська територіальна громада
Петрівсько-Роменська сільська об'єднана територіальна громада — об'єднана територіальна громада в Україні, в Миргородському районі Полтавської області. 
Адміністративний центр — село Петрівка-Роменська.
Площа громади — 210,07 км², населення — 4455 мешканців (2018).

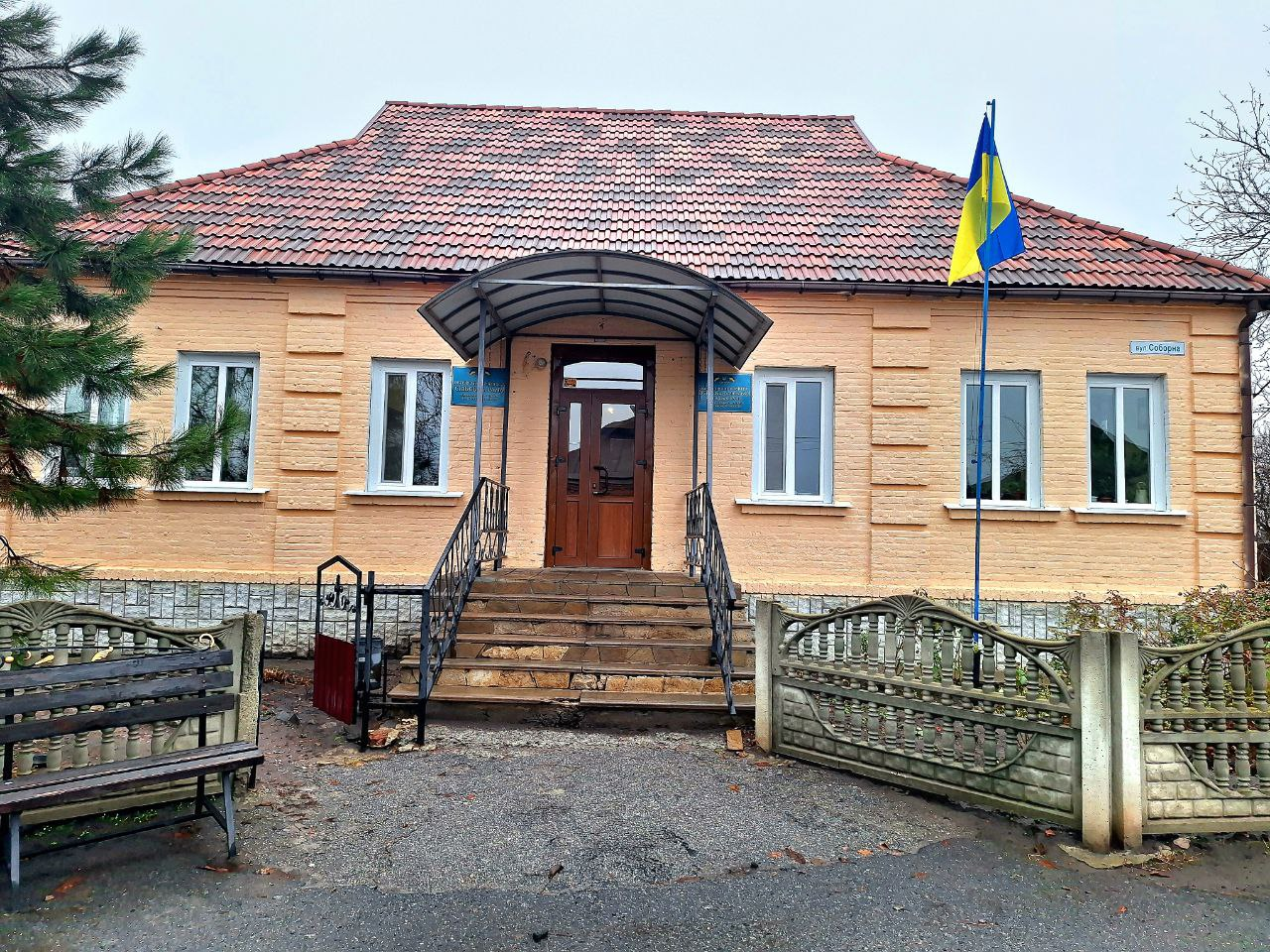
Петрівсько-Роменська сільська рада

Утворена 3 жовтня 2017 року шляхом об'єднання Березоволуцької, Петрівсько-Роменської, Ручківської та Середняківської сільських рад, на той час Гадяцького району.

## Примітки

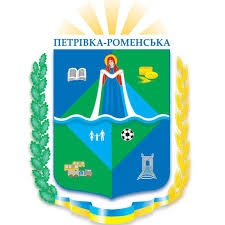
Герб Петрівсько-Роменської громади

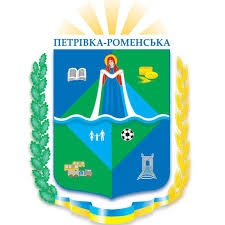

## Населені пункти
До складу громади входять 10 сіл:
- Балясне
- Березова Лука
- Венеславівка
- Ветхалівка
- Коновалове
- Лихопілля
- Мелешки
- Петрівка-Роменська
- Ручки
- Середняки